# Lô Định
Lô Định (chữ Hán giản thể: 泸定县, Hán Việt: Lô Định huyện) là một huyện thuộc Châu tự trị dân tộc Tạng Cam Tư, tỉnh Tứ Xuyên, Cộng hòa Nhân dân Trung Hoa. Huyện này có dân số năm 1999 là 75.734 người.. Mã số bưu chính của huyện Lô Định là 626100.